# بلد روز
بَلَدروز (به عربی: بلدروز، به کُردی: به‌له‌درووز) یک منطقهٔ مسکونی در عراق است که در استان دیاله واقع شده‌است. بلد روز ۴۱ متر بالاتر از سطح دریا واقع شده‌است.